# Neil Smith (gitarist)
Neil Smith (1953 – 7 april 2013) was korte tijd basgitarist van de Australische hardrockband AC/DC. Neil Smith verving de eerste basgitarist van de band, Larry Van Kriedt, kort na het legendarische concert op nieuwjaarsavond 1973 in Chequers (Sydney). De bezetting van AC/DC was op dat moment: Angus Young (leadgitarist), Malcolm Young (rhythmgitarist), Dave Evans (leadzanger) en Noel Taylor (drummer). In deze tijd had de band geen vaste basgitarist en drummer.
Neil Smith maakte voor het eerst kennis met AC/DC tijdens het nieuwjaarsconcert van 1973, bij dat optreden viel George Young, de oudere broer van Angus en Malcolm, in als drummer. Nadat Malcolm Young een avond zeer succesvol inviel voor de leadgitarist van de band Jasper, waarin Neil Smith en Noel Taylor speelden, vroeg Malcolm of Neil Smith en Noel Taylor zich bij AC/DC wilden voegen. Dit besloten ze te doen nadat ze langdurig hadden overlegd met hun leadgitarist.
Met deze bezetting begon AC/DC op te treden in een hotel waar de voormalige band van Neil Smith en Noel Taylor al vaker had gespeeld. Ze speelden onder andere de liedjes: Can I Sit Next To You Girl, Rocking In The Parlour en Show Business. Daarnaast speelden ze ook enkele nummers van Chuck Berry. Neil Smith heeft met AC/DC ook verschillende andere optredens gehad, waaronder het openluchtconcert in Victoria Park (Sydney). Dit was een historisch moment, want hier droeg Angus Young, op aanraden van zijn zus, voor het eerst zijn beroemde schooluniform op het podium. Na het concert in Victoria park werden Neil Smith en Noel Taylor zonder pardon weer ontslagen nadat ze zes weken bij AC/DC hadden gezeten. Neil Smith werd vervangen door Rob Bailey.
Aan het eind van zijn leven speelde Neil Smith in een jaren 60-coverband, The Swinging Sixties. Ook handelde hij in professionele muziekinstrumenten en toebehoren via het internet. In april 2013 overleed hij aan kanker.